# Зарядье (концертный зал)
Зал Зарядье (Государственное бюджетное учреждение культуры города Москвы «Московский концертный зал «Зарядье») — концертный зал в Москве, расположенный в природно-ландшафтном парке «Зарядье» по адресу улица Варварка, двлд. 6, строение 4. Открыт в 2018 году. Стал «Проектом года» и победителем в номинации «Лучший реализованный проект строительства объектов культурно-просветительского назначения» по итогам открытого общегородского голосования.

## История
В январе 2012 года премьер-министр России Владимир Путин предложил мэру Москвы Сергею Собянину создать на месте гостиницы «Россия» парк. Собянин все же предложил устроить там концертный зал.. 
В 2013 году власти Москвы объявили международный профессиональный конкурс на ландшафтно-архитектурную концепцию парка. Главный архитектор Москвы Сергей Кузнецов тогда рассказывал, что помимо парка будет построен концертный зал на 1500 мест, оптимизированный для симфонической музыки. «В прежнем киноконцертном зале „Россия“ было 2500 мест. Объём паркинга намеренно будет небольшим — всего на 500 машино-мест. Мы специально не хотим людей мотивировать приезжать сюда на машинах. Ходить пешком очень полезно», — объяснил Кузнецов.
Проектировщик Зала Зарядье — проектное бюро Москвы ТПО «Резерв», Генеральный подрядчик — компания «Мосинжпроект», разработчик акустики — Ясухиса Тоёта (6 августа 2018 года инженер лично протестировал звук). Руководитель проекта — главный архитектор города Москвы Сергей Кузнецов.
В октябре 2014 года градостроительно-земельная комиссия города Москвы, которую возглавлял мэр Москвы Сергей Собянин, одобрила градостроительную документацию для создания парка «Зарядье», а также строительство гостиницы площадью 45 000 кв. метров на улице Варварка, филармонии площадью 20 000 кв. метров и подземного паркинга на 500 мест.
В мае 2015 года был завершён демонтаж конструкций гостиницы и началось строительство культурного комплекса.
В 2016 году были возведены стены концертного зала

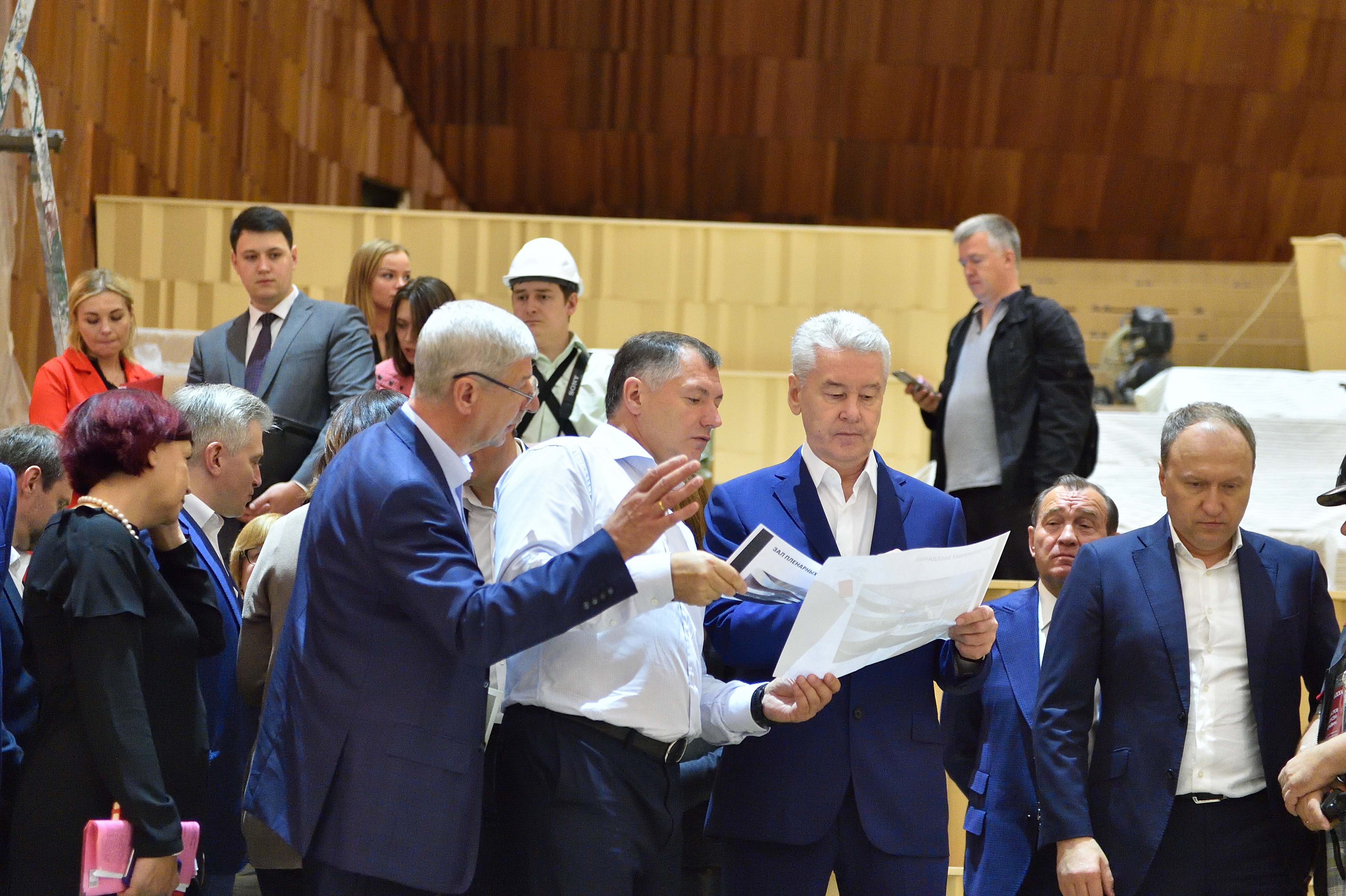
Мэр Москвы проверяет готовность зала к эксплуатации. Июль 2018 года.

В 2017 году началась внутренняя отделка. Правительство Москвы и лично мэр Москвы Сергей Собянин курировали строительство и работы по технологическому оснащению зала. 9 августа 2017 года было зарегистрировано юридическое лицо ГБУК города Москвы «МКЗ „Зарядье“». В октябре 2017 года строители приступили к чистовой отделке.
Комплекс построен в 2018 году. В июле этого же года зал принимал Московский урбанистический форум.

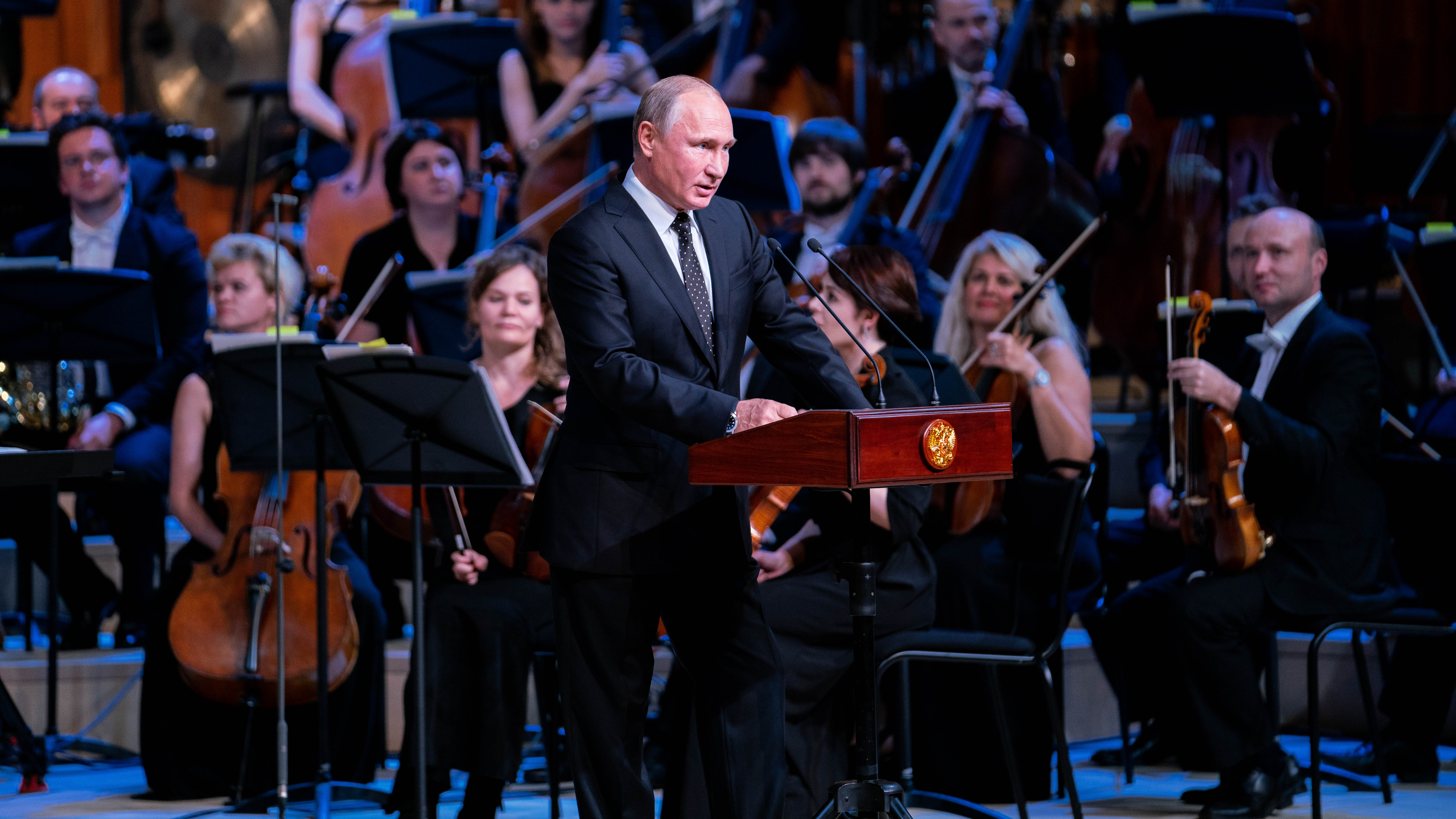
Президент РФ на открытии зала Зарядье. 8 сентября 2018

8 сентября 2018 году состоялось торжественное открытие зала Зарядье. На открытии площадки выступили Валерий Гергиев, Денис Мацуев, Анна Нетребко, Даниил Трифонов и Ильдар Абдразаков. 18 сентября 2018 года состоялась церемония инаугурации (вступления в должность) переизбранного на выборах 9 сентября мэра Москвы Сергея Собянина.
29 февраля 2020 года впервые зазвучал Большой концертный орган Зала Зарядье. Возведение и интонировка органа продолжались более двух лет. Инаугурация органа в Зале Зарядье длилась 24 часа.

## Руководство

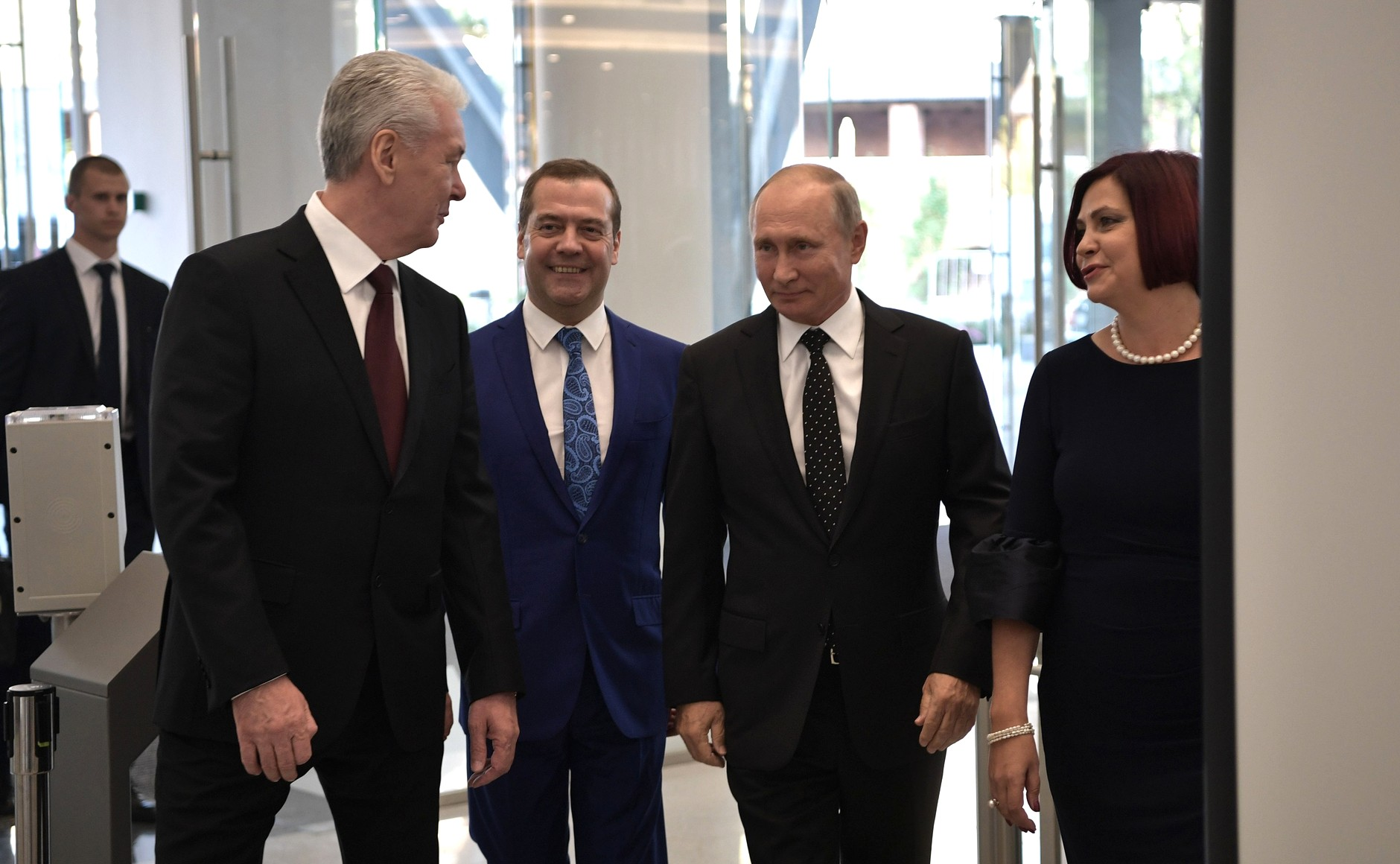
Мэр Москвы, премьер-министр, президент РФ и директор концертного зала «Зарядье» на открытии 8 сентября 2018 года.

Учредитель — Департамент культуры города Москвы.
Генеральный директор:
- с 14 июля 2022 года — Иван Рудин[23].
- 2017[24]—2022 — Ольга Жукова

## Залы и пространства

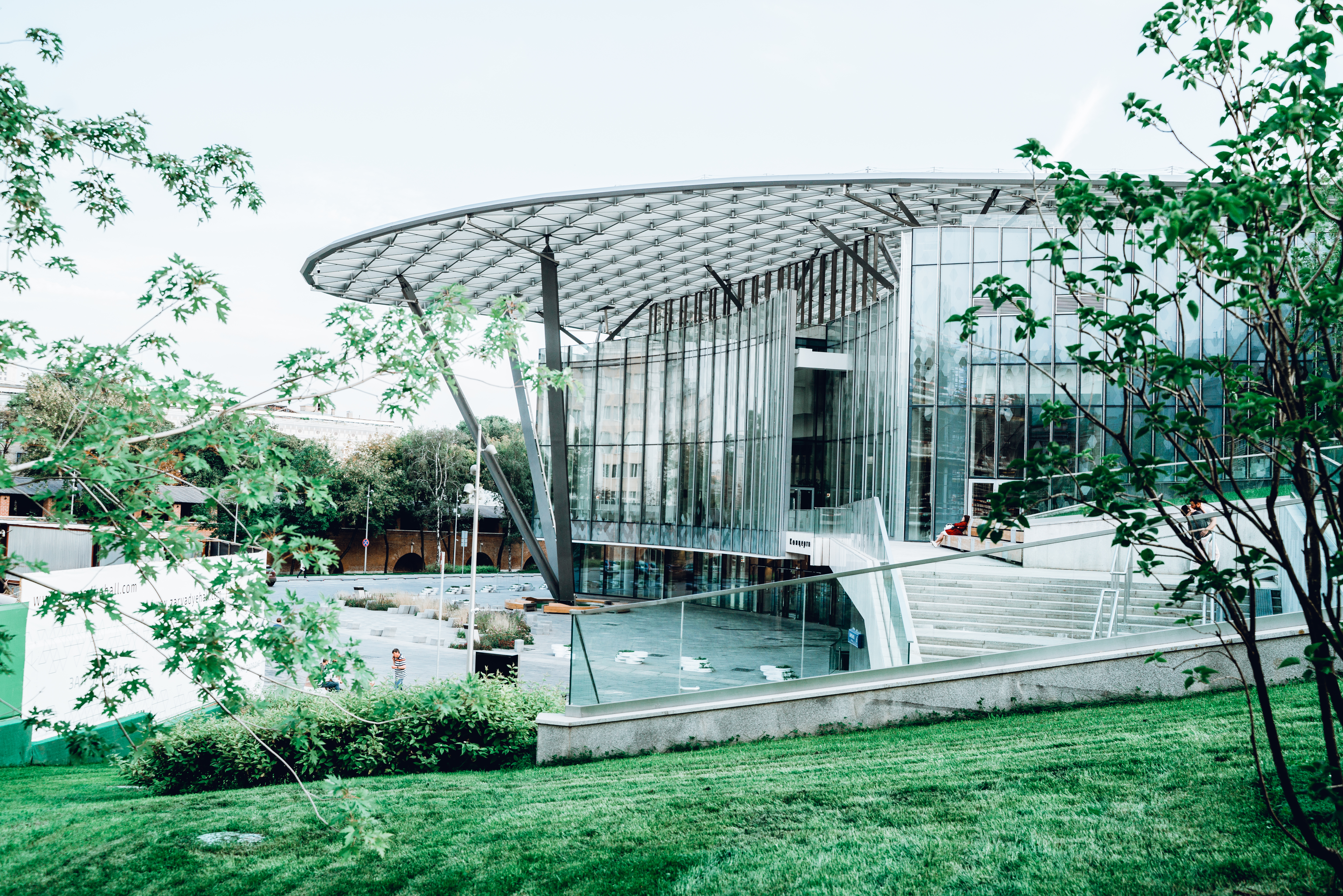
Зал Зарядье. Вид со стороны парка «Зарядье»

Здание Зала Зарядье вписано в структуру искусственного рельефа парка. В числе архитектурных особенностей здания — «стеклянная кора», светопрозрачная конструкция без ограждающих стен. К зданию примыкают два открытых амфитеатра — большой на 1600 мест и малый с медиаэкраном на 400 мест.
Здание имеет 4 наземных и 2 подземных этажа. Фойе расположены на трех уровнях. Стеклянные окна обеспечивают панорамные виды на Кремль, на старый город, на Москву-реку.

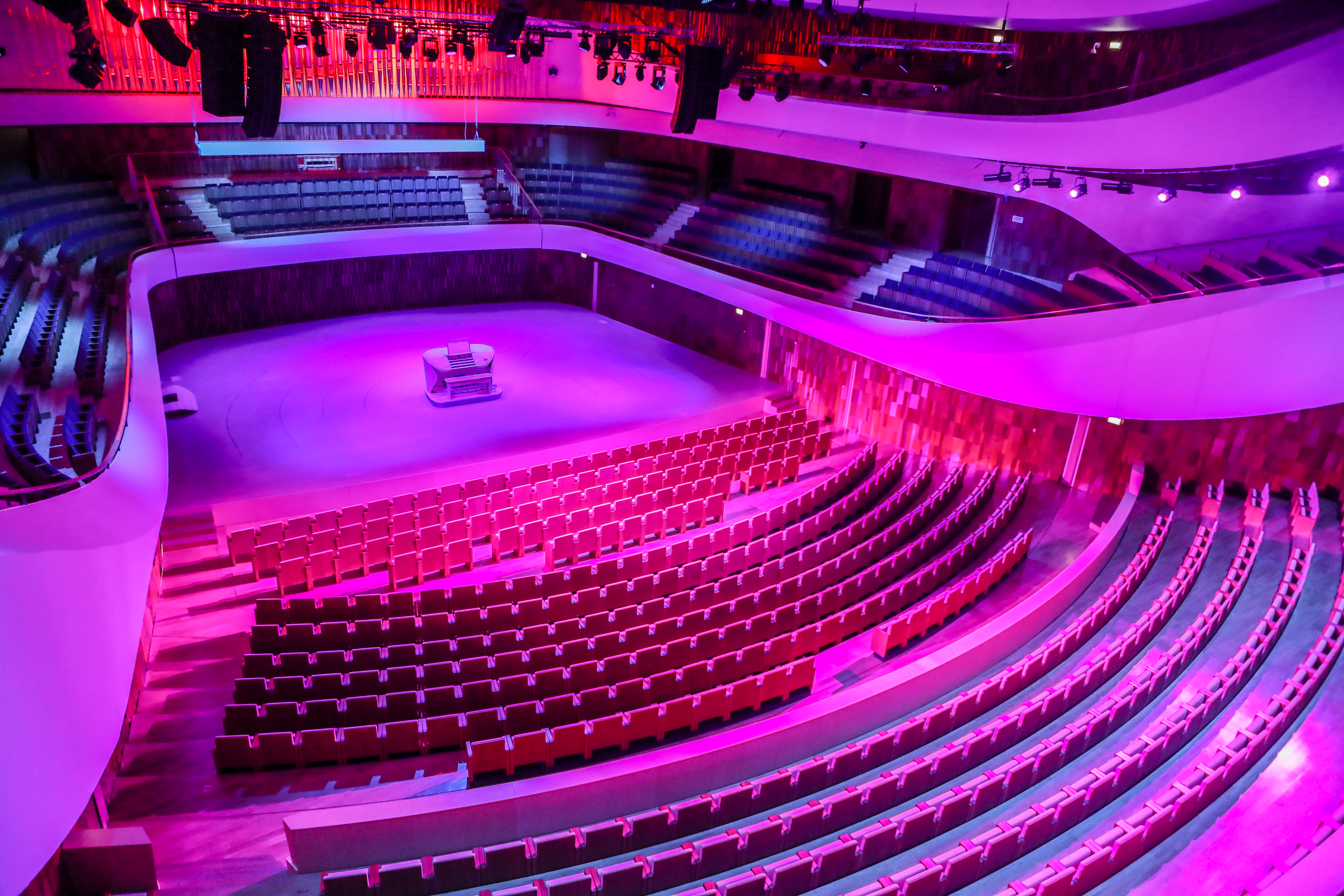
Большой зал МКЗ «Зарядье»

Два зрительных зала отделаны акустическими породами дерева.

### Большой зал

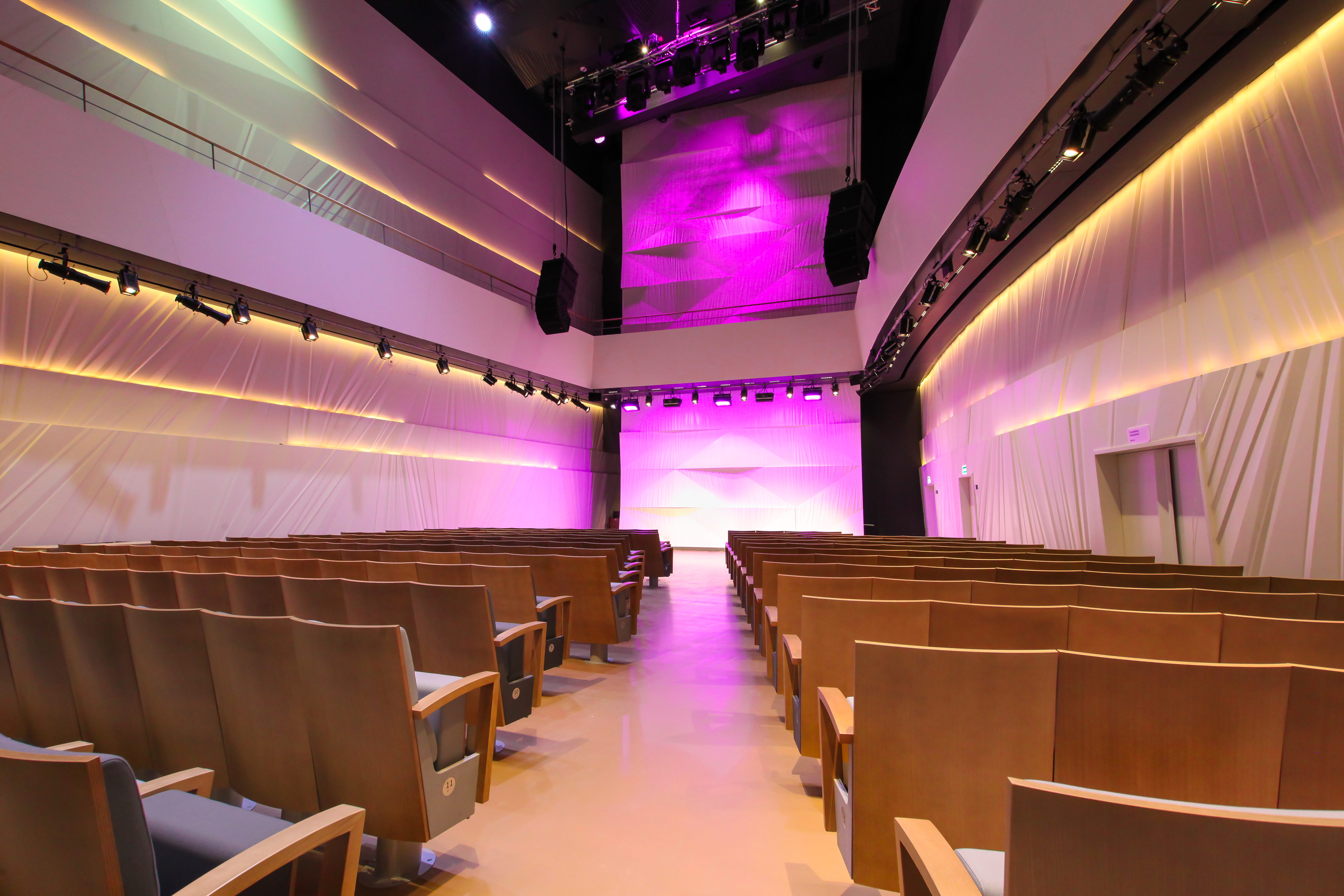
Малый зал МКЗ «Зарядье»

Первый в России концертный зал-трансформер: динамические механизмы позволяют адаптировать пространство сцены и зрительного зала под любые постановочные форматы. Зал имеет круговую акустическую рассадку, количество зрительных мест зависит от конфигурации сцены и расположения декораций.
Полная рассадка — 1 531 место (+ 16 мест для зрителей, использующих инвалидное кресло). При использовании экранных конструкций и сложных декораций количество мест с полным обзором сокращается до 1 287.
Сцена Большого зала оборудована 23 подъемно-опускными платформами, максимальная высота подъёма каждой — 1,5 м, максимальная нагрузка — 200 кг/м². Площадь сцены — 325,6 м². Высота от сцены до потолка — 15 м. Ширина сцены — 17-21 м (сцена имеет трапециевидную форму, сужающуюся к заднику). Глубина сцены — 16 м (может быть увеличена за счет оркестровой ямы, которая, благодаря трансформации, может стать продолжением авансцены). Глубина сцены при поднятой оркестровой яме — 23 м.
Выход на сцену осуществляется через 4 двери, ведущих в левое и правое артистические фойе.

### Малый зал
Зал имеет плоскую театральную рассадку. Полная вместимость зала — 393 места (+ 2 места для зрителей, использующих инвалидные кресла). Партер — 285 мест. Балкон — 38 мест (сидячие) + 70 мест (стоячие). Малый зал не имеет кулис и стационарной сцены, артист находится на одном уровне со зрителем. При необходимость сценическое пространство можно оборудовать мобильным подиумом. Максимальные размеры подиума: глубина — 5 м, ширина — 10 м.

## Большой концертный орган Зала Зарядье

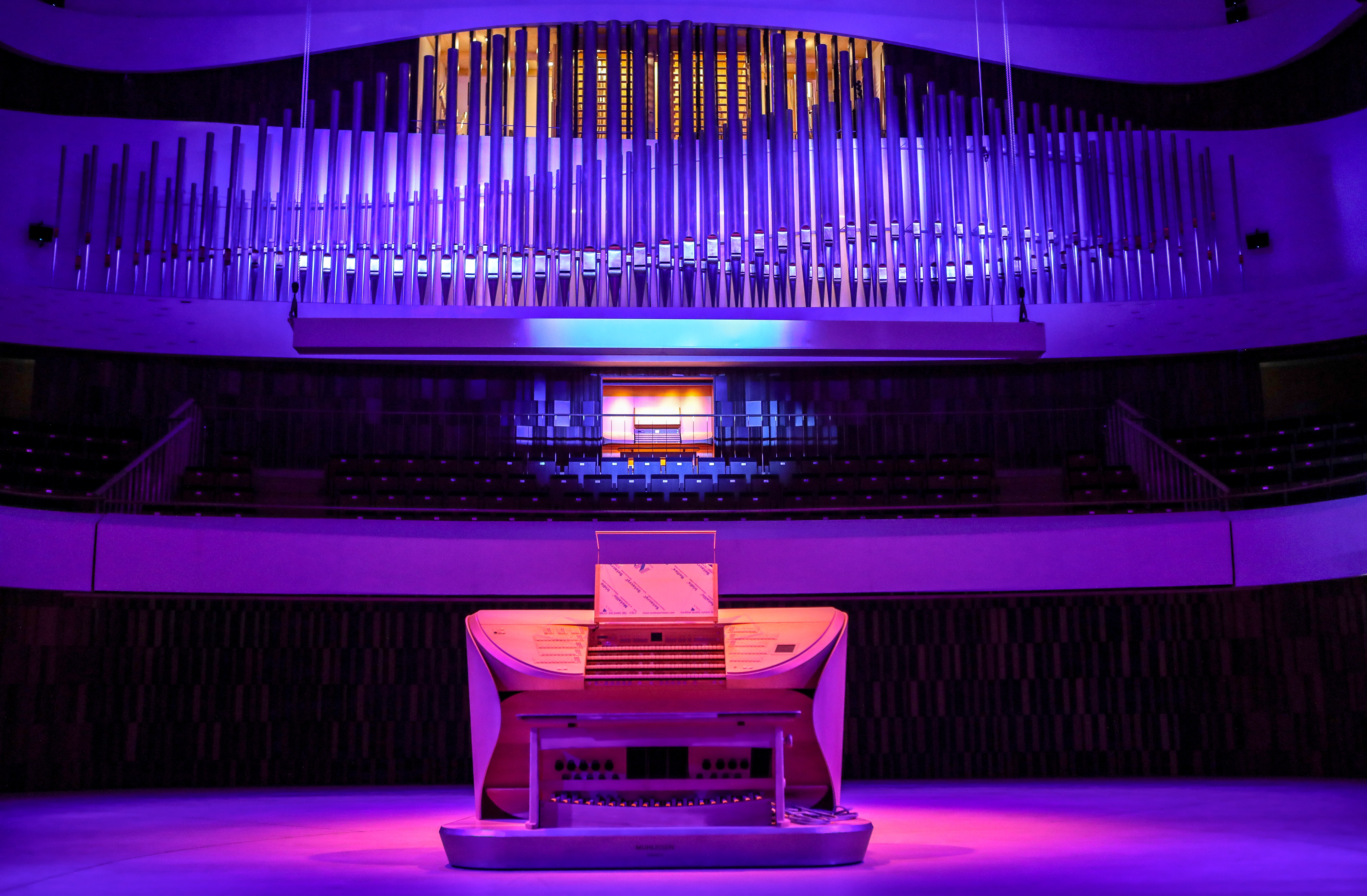
Большой концертный орган Зала Зарядье

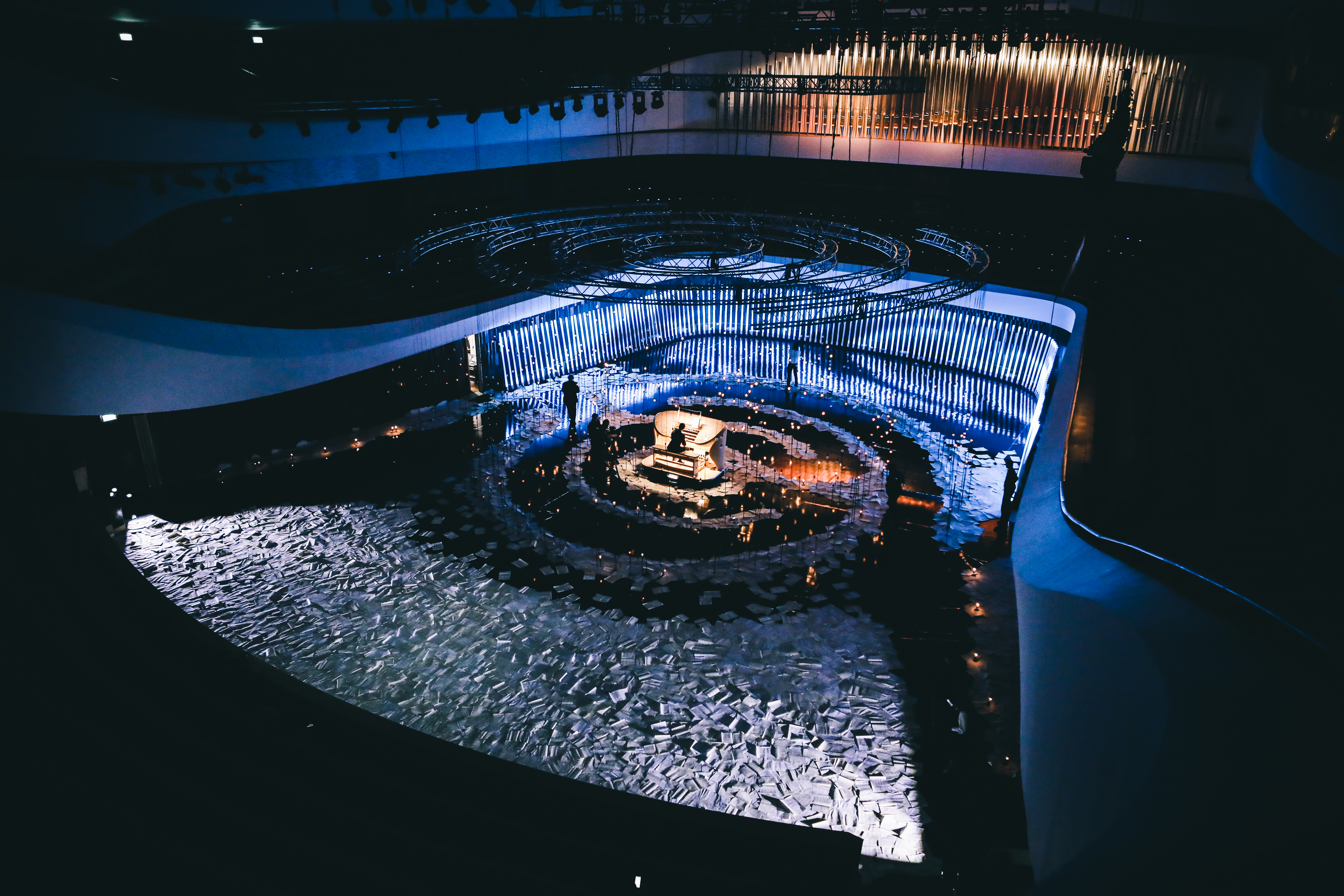
Инаугурация органа. 29 февраля 2020

Большой концертный орган Зала Зарядье имеет 85 регистров, он один из крупнейших в Москве. Всего в органе установлено 5872 трубы. Внутри, в специальной органной нише, находится 5737 труб различного состава, формы и длины: металлические и деревянные, открытые и закрытые, полые и с язычком, имитирующие звучание инструментов оркестра. Самая большая труба в длину достигает 7 метров, самая маленькая — всего 5 миллиметров. В диспозицию органа входит 85 регистров, стационарная консоль из четырёх мануалов (61 клавиша) и мобильная консоль с четырьмя мануалами (32 клавиши), педальные клавиатуры для ног, переключатели, центральный процессор. Мобильную консоль можно поставить в любую точку сцены — система электроники обеспечивает коммуникацию консолей. Технически возможно играть на обеих консолях органа Зала Зарядье одновременно. Инструмент весит около 22 тонн.
Главный органист и хранитель органа Зала Зарядье — Лада Лабзина.

### Инаугурация органа

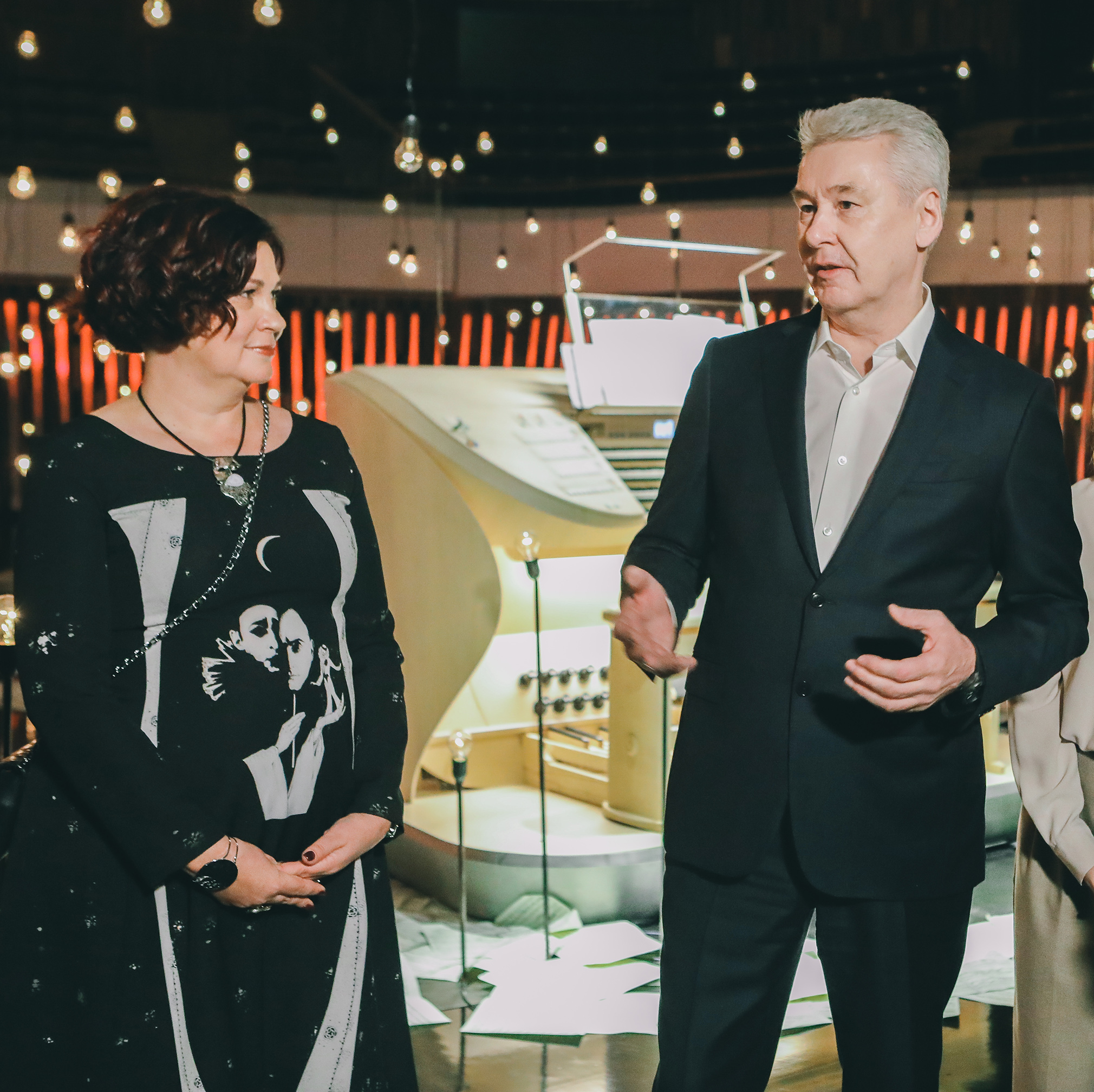
Ольга Жукова и Сергей Собянин на инаугурации органа. 29 февраля 2020

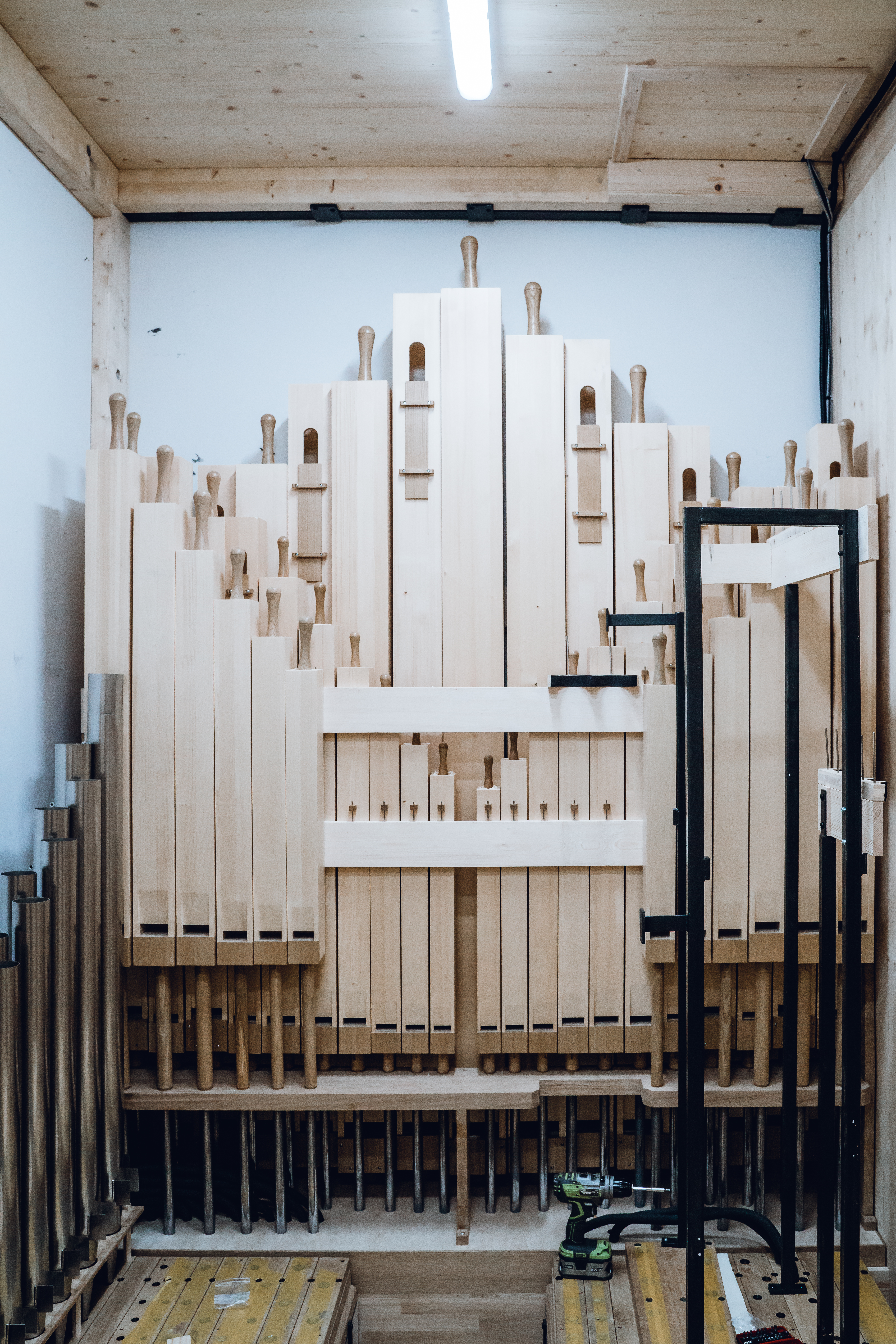
Органная ниша в процессе монтировки

29 февраля 2020 года состоялась инаугурация Большого концертного органа Зала Зарядье. Орган играл ровно 24 часа, в инаугурации приняли участие 24 органиста из разных стран. Органный концерт в Зарядье вошёл в Книгу рекордов России и Книгу рекордов Европы («Непрерывное звучание органа в течение 24 часов в концертном зале»). Инаугурацию посетили больше 20 000 зрителей. Для события ступенчатые партер и амфитеатр Большого зала превратились в абсолютно ровную поверхность, и всё пространство представляло собой иммерсивную инсталляцию. Идея инаугурации принадлежит генеральному директору Зала Зарядье Ольге Жуковой. Организатор — Compagnia Finzi Pasca во главе с режиссёром Даниэле Финци Паска (Швейцария), создателем нескольких спектаклей «Цирка дю Солей» и трёх Олимпийских церемоний.

### История создания органа
Инструмент изготовлен старейшей французской органостроительной фирмой Mühleisen. Для органа в Зале Зарядье было отведено специальное место высотой в три этажа и площадью в 121 квадратный метр — «органный дом» расположен над сценой, за зрительскими местами. На каждом этаже «дома» располагается сложный механизм духового инструмента — воздуховоды, кондукты и виндлады.
Орган Зала Зарядье проектировался и изготавливался в Страсбурге, одновременно со зданием концертного зала в Москве. Доставка основной части инструмента осуществлялась в несколько этапов, упаковка всех его частей заняла примерно два месяца. В сентябре 2019 года началась интонировка органа — отладка качества тембра, громкости и высоты каждой трубы инструмента. Трудоёмкий процесс интонировки требует абсолютной тишины, поэтому большинство работ велось в ночное время — мастера сжимали, расширяли, подбивали, растягивали трубы органа. Перед каждым концертом, в свою очередь, производится настройка «короля инструментов» по аналогии с настройкой скрипки, гитары или любого другого музыкального инструмента.

## Репертуар и премьеры
Особенность Зала Зарядье — строгое жанровое соответствие. Все события на сайте Зала Зарядье отмечены хэштегом, который относит мероприятие к тому или иному репертуарному направлению. В зале не планируются выступления поп-исполнителей.
Для зрителей, которым не удаётся попасть на концерты зала лично, проходят прямые трансляции на официальном сайте и в социальных сетях.
Зал Зарядье принял на сценах Большого и Малого залов исполнителей мирового уровня, познакомил зрителей с творчеством таких музыкантов, как меццо-сопрано Магдалена Кожена (Чехия), дирижёр Эндрю Пэррот и ансамбль Taverner Choir, Consort and Players (Великобритания), контратенор Якуб Йозеф Орлинский (Польша), струнный квартет Quatuor Diotima (Франция). А эти артисты, в свою очередь, открыли для себя Москву и Россию.
В зале проходят концерты не только выдающихся мастеров, но и молодых артистов, серии актуальных музыкальных проектов: Sound Up, «Новые классики». В Зале Зарядье состоялась мировая премьера балета «Красная Шапочка» известного танцовщика Сергея Полунина. Также в репертуаре зала — образовательные программы для детей и взрослых: экскурсии, лекции, мастер-классы, интерактивные концертные программы.

## Экскурсии в зале

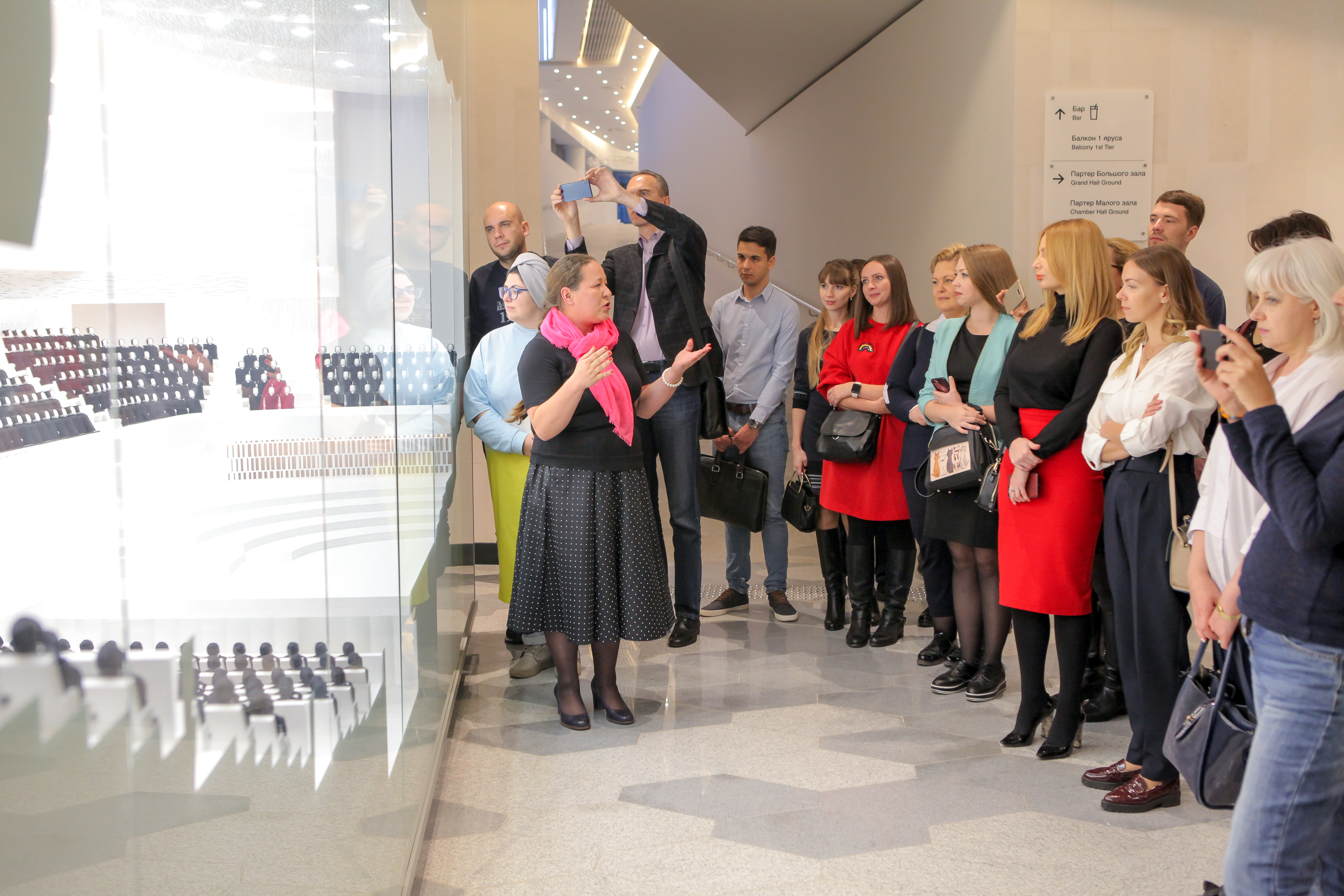
Экскурсия в Зале Зарядье

В зале проходят экскурсии продолжительностью до 60 минут. Экскурсоводы — сотрудники зала — рассказывают о главных архитектурных идеях и сложнейших задачах проектирования, которые удалось воплотить. Зал Зарядье предлагает три вида экскурсий — обзорную, технологическую и органную. Кроме того, каждый зритель зала может воспользоваться опцией «QR-экскурсия»: в фойе зала расположены плакаты с QR-кодами, содержащими информацию о зале для самостоятельного ознакомления.

## Доступная среда
Зал Зарядье спроектирован таким образом, что зрители, испытывающие затруднения при передвижении, могут самостоятельно, без помощи сопровождающего, безопасно попасть в зрительный зал и занять своё место. В 2019 году площадка получила звание «Лучшие условия доступности инвалидам и иным маломобильным гражданам к объекту туристского показа» на конкурсе «Город для всех».

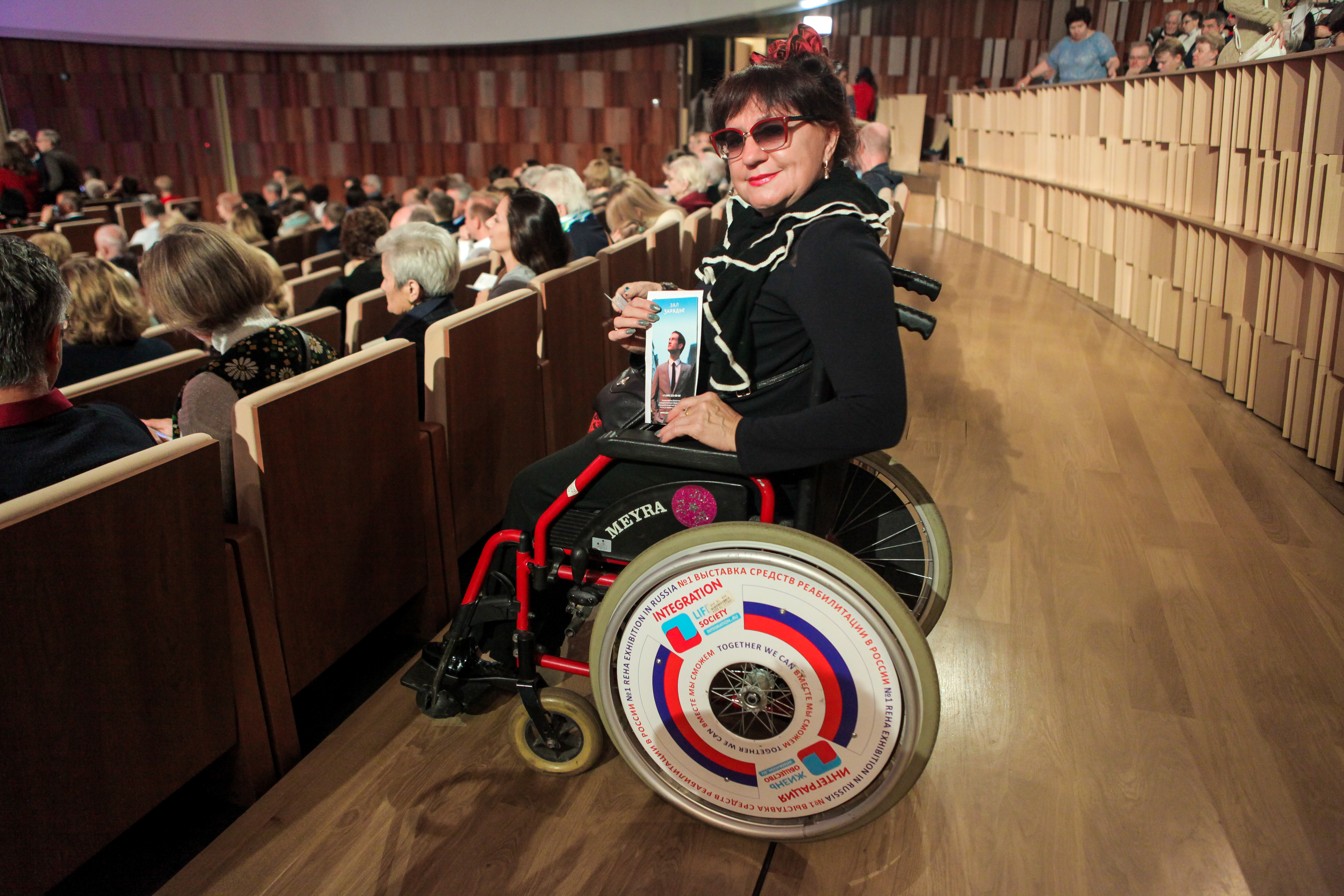

Возможности для людей с особенностями здоровья:
- Большой зал — 16 мест
- Малый зал — 2 места
- 16 бесплатных парковочных мест
- Вход в здание зала без порогов
- Отдельный проход на контроле билетов
- 2 лифта, оснащённых шрифтом Брайля
- Пандусы на каждом этаже
- Специальные поручни в сложных местах
- Специальные туалетные комнаты на каждом этаже
- 6 зон противопожарной безопасности[57].

## Клуб Друзей Зарядья
В Зале Зарядье создано сообщество зрителей, актёров, музыкантов, композиторов, режиссёров, государственных служащих — всех, кто любит музыку и ходит в Зал Зарядье. Клубная система разработана с учётом разных запросов и инициатив зрителей. Друзья Зарядья встречаются в неформальной обстановке, делятся мнениями и обсуждают, как сделать работу команды зала ещё лучше. Кроме того, принадлежность к Клубу Друзей Зарядья подразумевает особые бонусы и привилегии.

## Награды
2018
«Событие года» по версии газеты «Музыкальное обозрение»
2019
«Проект года» на конкурсе «Лучший реализованный проект строительства объектов культурно-просветительского назначения»
«Лучший проект восстановления городской среды» премии MIPIM Awards (Франция)
«Площадка года» на V Ежегодной церемонии вручения премии Radio Jazz «Все цвета джаза»
«Концертная площадка года» Международной профессиональной музыкальной премии BraVo
«Лучшие условия доступности инвалидам и иным маломобильным гражданам к объекту туристского показа» на конкурсе «Город для всех»
2020
Рекорд «Самый продолжительный органный концерт в концертном зале, 24 часа» в Книге рекордов России
Победитель номинации «Сфера развлечений и досуга» Премии MUF Community Awards